# Carlos Corts
Carlos Corts Valdivia (Granada; 3 de abril de 1997) es un baloncestista español. Juega de base y su actual equipo es el Fundación Club Baloncesto Granada y juega en la Liga Española de Baloncesto Oro en España. 

## Trayectoria
Es un jugador formado en la cantera del Unicaja de Málaga, el base se formó también en la Fundación CB Granada antes de marcharse a la Costa del Sol en edad cadete. Más tarde, jugaría en Liga EBA y LEB Plata con el Club Baloncesto Axarquía, filial de Unicaja de Málaga.
Además, el jugador nazarí disputó su haber diez partidos en LEB Oro con la camiseta del filial cajista a las órdenes de Francis Tomé, categoría en la que debutó el 10 de octubre de 2014 ante Palencia Basket.
En verano de 2016, vuelve a liga LEB Plata para firmar con el Fundación Club Baloncesto Granada, donde jugaría durante dos temporadas, consiguiendo en la segunda (2017-18) el ascenso a la LEB Oro, disputando un total de 29 partidos entre liga regular y Copa LEB Plata.
En el verano de 2018 renueva por el Fundación Club Baloncesto Granada, regresando así a la liga LEB Oro.

## Equipos
- Categorías inferiores del Unicaja de Málaga
- Clínicas Rincón Axarquía (2014-2016)
- Fundación Club Baloncesto Granada (2016-Actualidad)